# Johann Heinrich Aeschlimann
Johann Heinrich Aeschlimann (* 6. April 1777 in Burgdorf; † 29. Juli 1828 in Burgdorf) war der zweite Hafner und Ofenbauer einer bedeutenden Burgdorfer Hafnerdynastie.

## Leben
Johann Heinrich Aeschlimann war der Sohn von Emanuel Aeschlimann (1751–1832) und Anna Ingold. Taufpaten waren u. a. der Hafner Johannes Jakob Gammeter (1734–1805) der seine Werkstatt in der Nachbarschaft hatte (Hofstatt 7) und Anna Gränicher, die Frau des Hafners Johann Heinrich Gammeter. Der dritte Taufpate war der Schneidermeister Johann Heinrich Aeschlimann (1747–1832), der Bruder des Vaters. Er war zugleich Wirt in der Schneidernzunft an der Schmiedengasse 1.
Zum Zeitpunkt des Neubaus der väterlichen Werkstatt an der Rütschelengasse 23 arbeitete der mittlerweile 17-jährige Hafner Joh. Heinrich Aeschlimann (offenbar bereits sehr erfolgreich) in der Werkstatt mit. Er erhielt am 16. August 1794 einen offiziellen Auftrag der Stadt Burgdorf: «Anstatt des ungleichfarbigen Gefässes auf dem Räth- und Burger-Stuben-Ofen wollen MeHrn eine gleichfarbene Urne durch den jungen Hafner Aeschlimann daselbst setzen lassen.»
Johann Heinrich Aeschlimann heiratete im Jahr 1798 die Burgdorferin Maria Aeschlimann (1777–1839), Tochter des Küfers Johann Aeschlimann von der Rütschelengasse 15. Vermutlich führte er ab diesem Zeitpunkt auch die Hafnerwerkstatt. Am 28. April 1805 wurde dem Ehepaar Aeschlimann-Aeschlimann eine Tochter Maria Henriette getauft. Im September 1806 folgte ein Sohn Heinrich Aeschlimann (14. September 1806 – 1. Februar 1866), der später ebenfalls Hafner wurde. Im August 1808 wurde ein weiterer Sohn Karl Eduard Aeschlimann geboren und im September 1812 eine Tochter Elise Carolina getauft.
Für die Jahre 1805 bis 1809 lässt sich belegen, dass Johann Heinrich Aeschlimann die städtische Aufsicht über das Auflesen der Engerlinge und der Käfer innehatte. Möglicherweise war in diesen Jahren der Maikäferbefall in den städtischen Waldungen besonders gross und der Hafner verdiente sich gerne ein finanzielles Zubrot. 1822 wurde geklagt, dass Heinrich Aeschlimann Kieselsteine (wohl Quarzkiesel) in der Spezereistampfe stampfen liess (fein pulverisierter Quarz war ein Bestandteil der Glasur). Der Schlüssel zu dieser Einrichtung sei jedoch nur denjenigen Personen auszuhändigen, die das Recht hätten, Spezereien darin stampfen zu lassen. Joh. Heinrich Aeschlimann starb am 29. Juli 1828, hochverschuldet.

## Werk
Von all den schönen Kachelöfen, die Johann Heinrich Aeschlimann in seiner Werkstatt herstellte, haben sich heute nur noch geringe Reste erhalten. Die älteste datierte Ofenkachel stammt aus dem Jahr 1817. Sie nennt den Hafnermeister und auch seinen Ofenmaler, Johann Heinrich Egli aus Aarau. Egli (1776–1852), aus Nussberg bei Winterthur stammend, war 1813 nach Aarau gezogen. Bis 1852 war er einer der wichtigsten Ofenmaler der Region. Seine im biedermeierlichen Stil gehaltenen Arbeiten mit humorvollen, moralischen oder politischen Ofensprüchen, prägten die Ofenlandschaft in den Kantonen Bern, Aargau, Luzern, Basel-Landschaft und Solothurn.

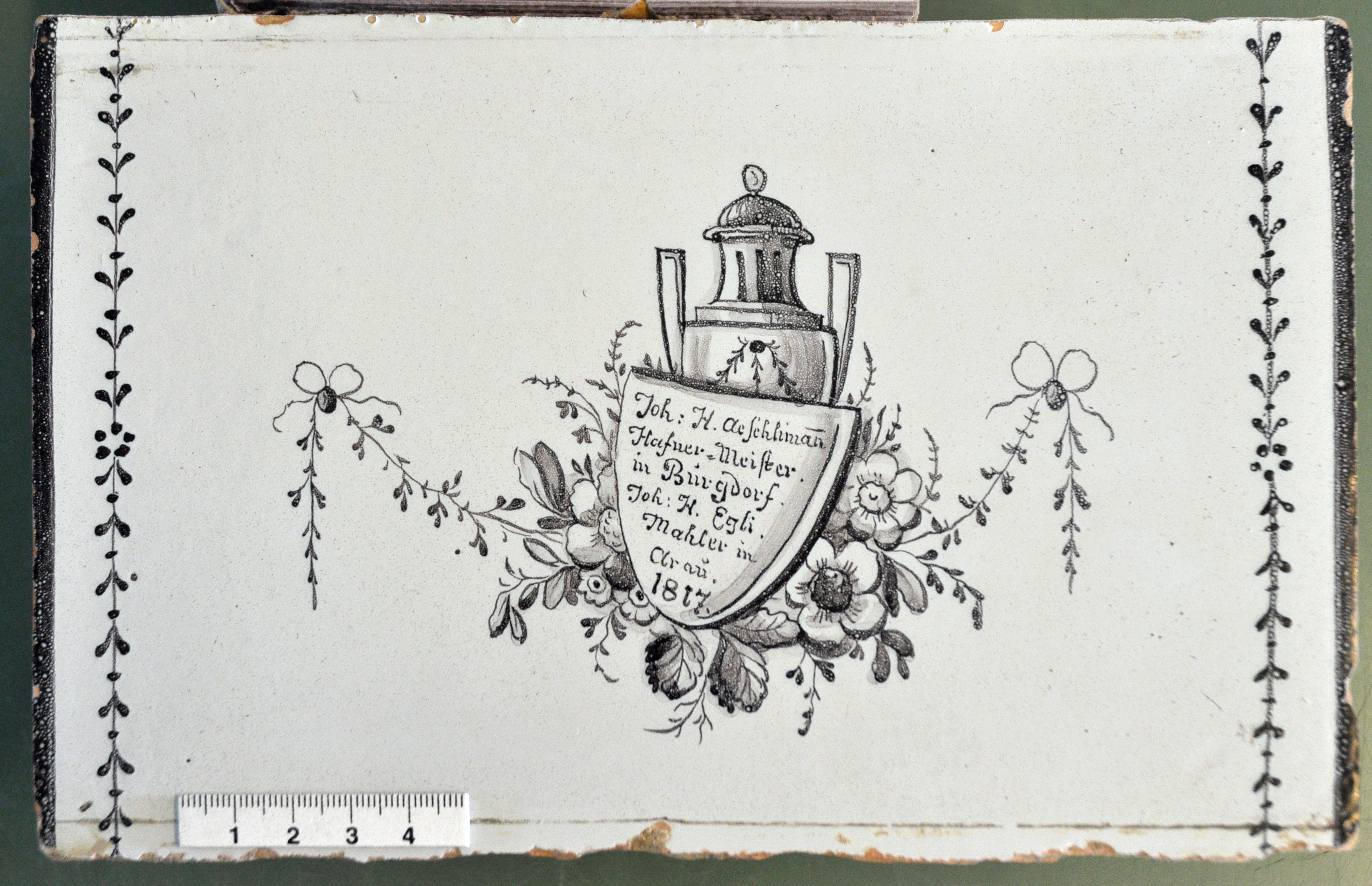
Ofenkachel von Johann Heinrich Aeschlimann und dem Ofenmaler Johann Heinrich Egli, 1817
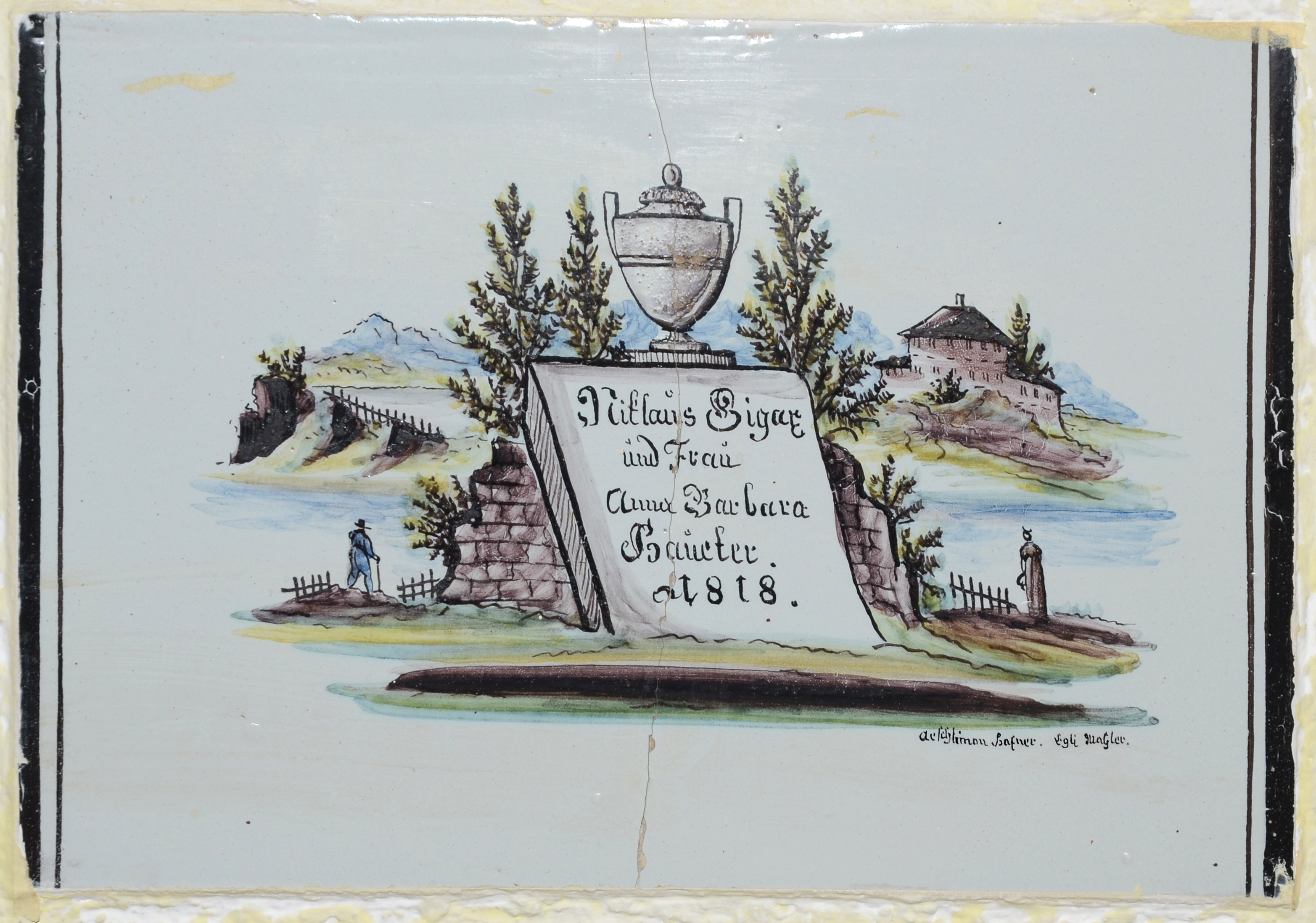
Ofenkachel von Johann Heinrich Aeschlimann und dem Ofenmaler Johann Heinrich Egli, 1818
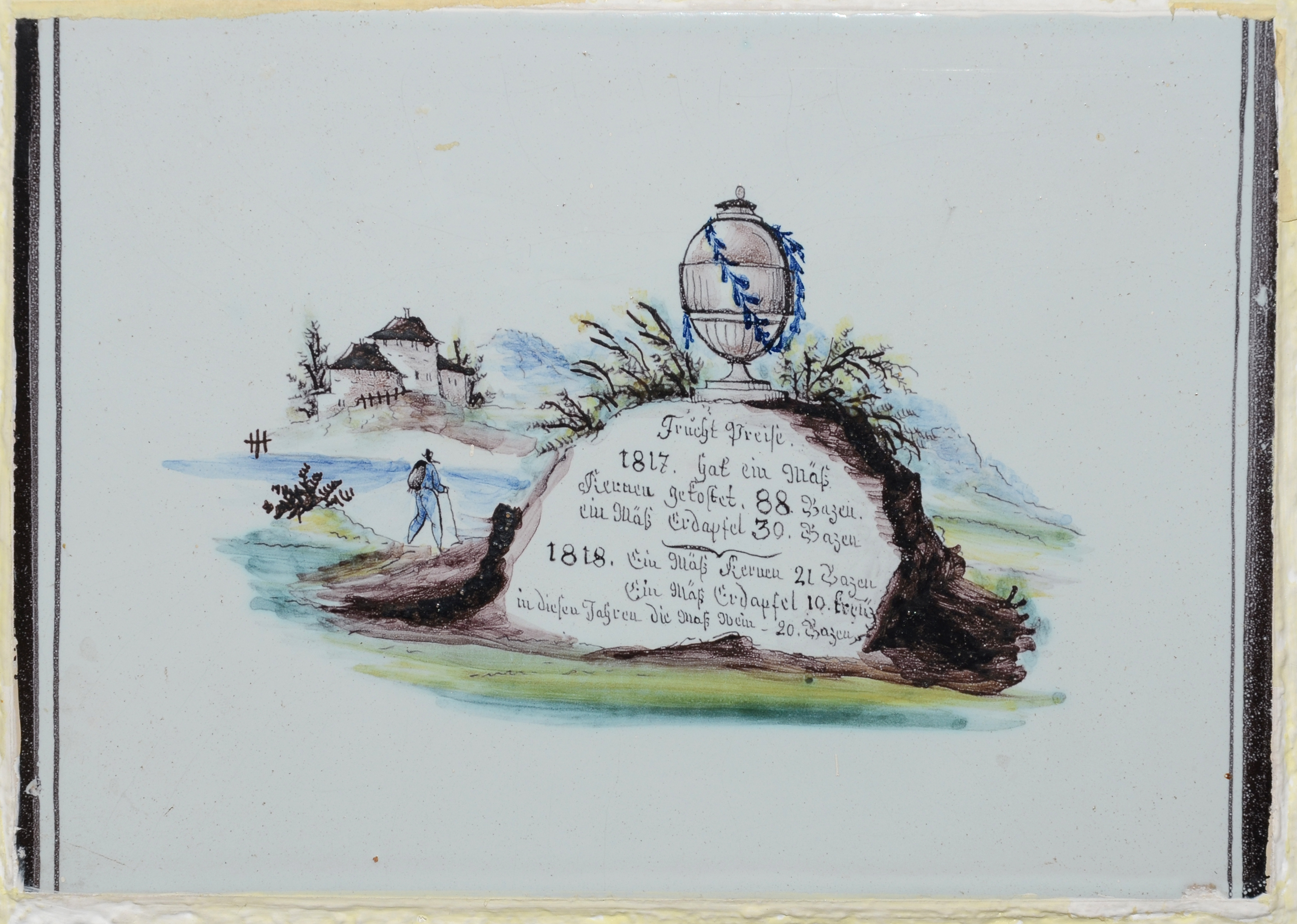
Ofenkachel mit Fruchtpreisen von Johann Heinrich Aeschlimann und dem Ofenmaler Johann Heinrich Egli, 1818, von einem Ofen aus Thörigen
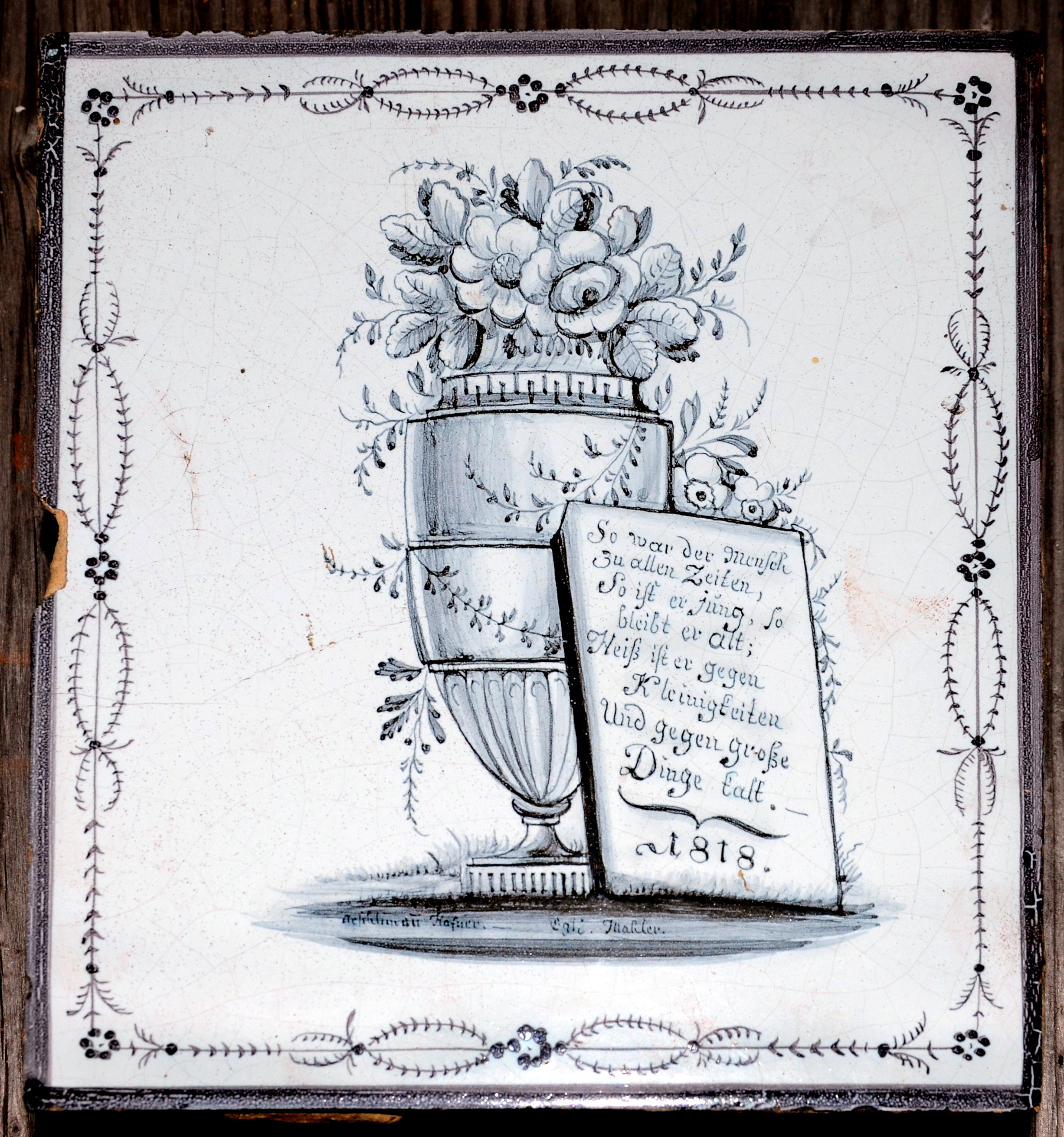
Ofenkachel von Johann Heinrich Aeschlimann und dem Ofenmaler Johann Heinrich Egli, 1818, von einem Ofen aus Wangen a. A.
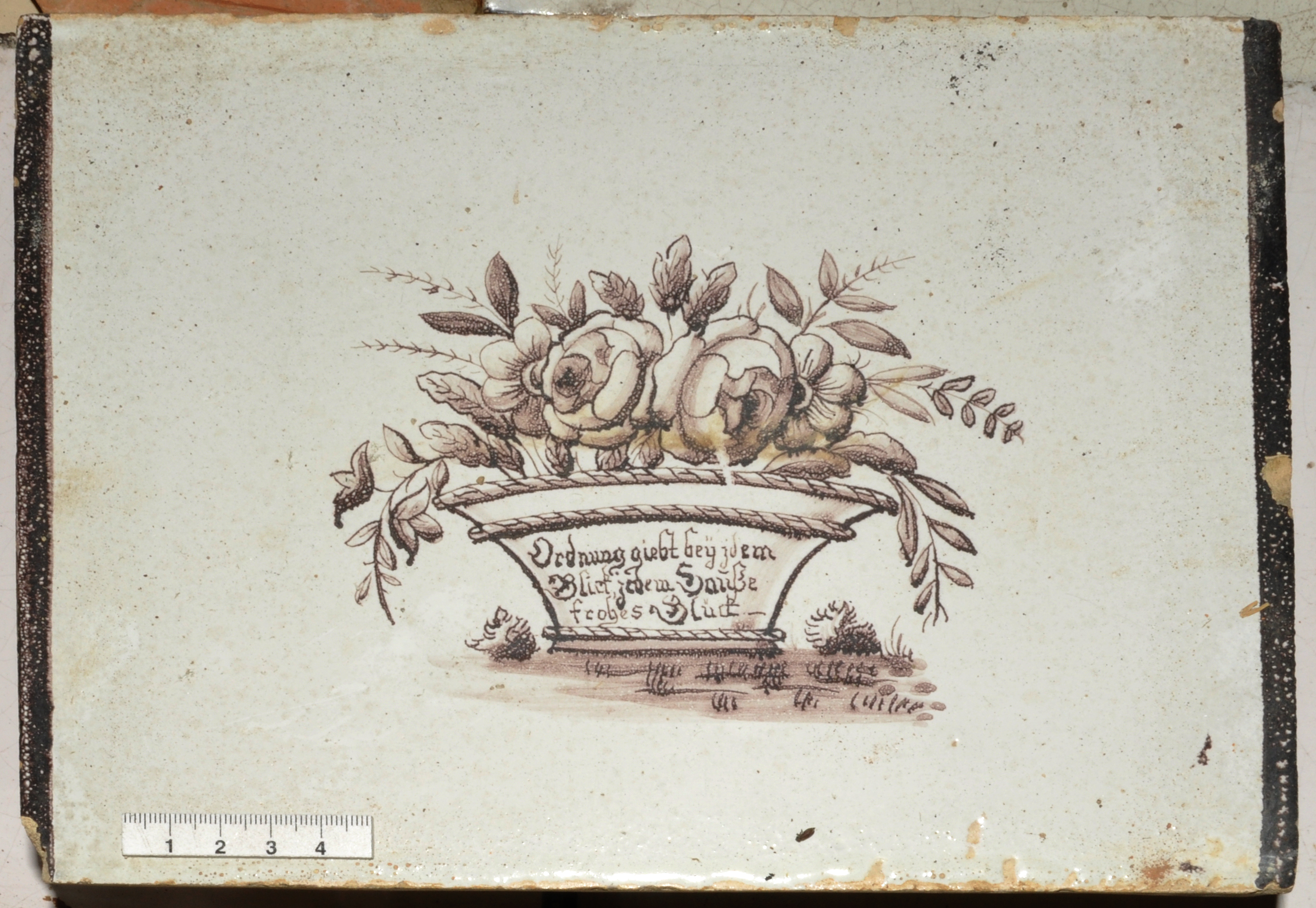
Ofenkachel von Johann Heinrich Aeschlimann 1825, unbekannter Ofenmaler

Einen ganz besonderen Kachelofen schufen Aeschlimann und Egli im Jahr 1818 für Niklaus Gigax und seine Frau Anna Barbara Haueter, die im Jahr 1816 den Gasthof Löwen in Thörigen, Langenthalstrasse 1, neu erbauen liessen. Eine bedeutende Kachel am Ofen meldet die wichtigsten Fruchtpreise der Jahre 1817 und 1818 (Kernen = Dinkel entspelzt, Erdapfel = Kartoffeln). Die Zahlen belegen die extreme Marktsituation im Jahr 1817, als nach dem Jahr ohne Sommer 1816 die Lebensmittelpreise explodierten. Es herrschte zeitweise eine grosse Hungersnot in der Schweiz. Zum besseren Verständnis muss man die Preise umrechnen: 1 Mäß (= 14,01 Liter oder ca. 10 kg) entspelzter Dinkel kosteten 1817 viermal so viel wie 1818, 1 Mäß Kartoffeln 120 bzw. 10 Kreuzer, d. h. zwölfmal so viel!
Ein weiterer Ofen von Aeschlimann und Egli aus dem Jahr 1818 stand einstmals in Wangen an der Aare, im ersten Obergeschoss der Färberei Rotfarbgasse 7, die möglicherweise im Jahr 1817 erbaut wurde. Die Kachel mit den Signaturen von Maler und Hafner zeigt neben einer Urne den Denkspruch:
So war der Mensch zu allen Zeiten,

So ist er jung, so bleibt er alt,

Heiß ist er gegen Kleinigkeiten,

Und gegen große Dinge kalt.
Es handelt sich um einen 1748 erschienenen Aphorismus des deutschen Juristen und Aufklärers Magnus Gottfried Lichtwer (1719–1783) der in Wittenberg und Halberstadt lebte.
1825 finden wir n der Werkstatt von Aeschlimann einen ganz anderen Ofenmaler, dessen Stil man, verglichen mit Johann Heinrich Egli, nur als «ländlich-sittlich» bezeichnen kann. Eine der Kacheln trägt den Spruch «Ordnung giebt beÿ jedem Blick jedem Hauße frohes Glück». Der Ofen stammt angeblich aus Schloss Thunstetten.